# Eric Chong
Eric Chong là một đầu bếp người Canada đã trở thành người chiến thắng trong mùa đầu tiên của Vua đầu bếp Canada ở tuổi 21. Ông có bằng kỹ sư hóa học tại Đại học McMaster và bắt đầu làm việc trong lĩnh vực này, nhưng đã bỏ việc khi nhận lời mời ứng tuyển cho Vua đầu bếp Canada. Sau khi chiến thắng cuộc thi, Chong đã nhận được lời đề nghị từ Alvin Leung, một trong những giám khảo, để cùng anh ấy luyện tập và mở một nhà hàng. Leung lưu ý những điểm tương đồng giữa anh và Chong, chẳng hạn như nền tảng về bằng kỹ thuật và sự không tán thành ban đầu của gia đình họ về sự lựa chọn thương mại của họ. Họ đã mở nhà hàng R & D tại Toronto vào năm 2015, phục vụ món ăn kết hợp ẩm thực châu Á như chow mein tôm hùm, lấy cảm hứng từ món ăn chiến thắng của anh ấy trong vòng chung kết. Chong sau đó đã xuất hiện trong chương trình Vua đầu bếp Canada mùa 3, nơi hai đội tiếp quản bếp của R & D phục vụ nhiều cựu ứng viên của chương trình và được đánh giá về màn trình diễn của họ.

## Liên quan
1. ↑  Wrobel, Maggie (ngày 27 tháng 5 năm 2014). "It ain't easy being MasterChef Canada: How Eric Chong went from cooking homemade soufflés to being a $100,000 winner". The Globe and Mail. Truy cập ngày 14 tháng 4 năm 2020.
2. ↑  Van Paassen, Kevin (ngày 10 tháng 4 năm 2015). "From MasterChef to Toronto restaurant owner: How Eric Chong's career went from 0 to 100". The Globe and Mail. Truy cập ngày 14 tháng 4 năm 2020.
3. ↑  Wong, Tony (ngày 18 tháng 11 năm 2014). "MasterChef Canada's Alvin Leung and Eric Chong open restaurant". The Star. Truy cập ngày 14 tháng 4 năm 2020.
4. ↑  "Consider the Lobster Chow Mein Tonight". Vice. ngày 5 tháng 12 năm 2016. Truy cập ngày 14 tháng 4 năm 2020.
5. ↑  "Demon at the Pass". MasterChef Canada. Mùa 3. Tập 11. ngày 8 tháng 5 năm 2016.